# Michael Armstrong
Michael Armstrong (nascut el 24 de juliol de 1944 a Bolton, Lancashire) és un escriptor i director anglès.

## Biografia
Armstrong es va formar a la Royal Academy of Dramatic Art i va estar escrivint i dirigint pel·lícules als 22 anys amb el curt premiat The Image protagonitzada per David Bowie i Michael Byrne. L'any següent, va escriure i dirigir el seu primer llargmetratge, The Haunted House of Horror, protagonitzat per Frankie Avalon, Jill Haworth, Mark Wynter, Richard O'Sullivan i Dennis Price, seguint-lo amb la famosa Hexen bis aufs Blut gequält, protagonitzada per Herbert Lom i Udo Kier que va superar les expectatives de taquilla a Europa i Amèrica en el seu primer llançament el 1970 i s'ha convertit en un pel·lícula de culte.
Des de llavors, els crèdits cinematogràfics d'Armstrong han inclòs les comèdies sexuals de gran èxit The Sex Thief (1973) i Eskimo Nell (1975), totes dues de que comptava amb el mateix Armstrong, Adventures of a Private Eye (1977), i House of the Long Shadows (1983) protagonitzada per Vincent Price, Christopher Lee, Peter Cushing i John Carradine. En total ha escrit i/o dirigit disset llargmetratges a nivell internacional, pels quals ha guanyat nombrosos premis.
També va treballar a les sèries de televisió The Professionals, Shoestring i Return of the Saint. El seu treball teatral inclou el musical, My Jewish Vampire, i al Regne Unit The Enchanted Orchestra amb la London Symphony Orchestra i un repartiment d'estrelles de quinze actors, inclòs el llegendari Max Wall i encapçalat per Sir John Mills. També ha produït i dirigit obres de teatre tant a les gires com al West End de Londres, ha ensenyat i dirigit, periòdicament, a diverses escoles de teatre, ha creat un únic "curs d'actuació estructurat", ha publicat la revista The Grapevine i ha treballat com a pel·lícula. crític de Movies & Filming.
Armstrong està treballant actualment en plans per a una nova aventura teatral. London Repertory Company serà la primera companyia de repertori tradicional professional a temps complet de Londres que operarà comercialment al cor del West End. El 2014, ha de dirigir una nova pel·lícula, Orphanage, basada en un guió que va escriure a principis dels anys vuitanta.

## Filmografia
- The Image (1969) - curtmetratge
- The Haunted House of Horror (1969)
- Hexen bis aufs Blut gequält (1970)
- The Sex Thief (1973)
- Eskimo Nell (1975)
- It Could Happen to You (1975)
- Adventures of a Private Eye (1977)
- The Black Panther (1977)
- House of the Long Shadows (1983)
- Screamtime (1983)